# Campeonato Paulista de Futebol Sub-17 de 2019
O Campeonato Paulista de Futebol Sub-17 de 2019 foi uma edição desta competição amadora organizada pela Federação Paulista de Futebol (FPF).
Disputada por 69 agremiações, a competição começou no dia 6 de abril e foi finalizada em 20 de novembro. O campeonato foi dividido em seis fases distintas, mesclando sistemas de pontos corridos e jogos eliminatórios. A decisão, por sua vez, foi protagonizada pelo clássico Choque Rei. O São Paulo conquistou o título nas penalidades após as equipes empatarem no placar agregado. O último jogo foi disputado no estádio do Pacaembu e ficou marcado por uma confusão entre os jogadores e demais pessoas envolvidas.

## Participantes e regulamento
Esta edição foi disputada por 69 equipes; originalmente, o campeonato deveria ter sido disputado por setenta equipes divididas em dez grupos na fase inicial. No entanto, o Taquaritinga desistiu da participação às vésperas do início. Por conseguinte, o número de integrantes do grupo 3 foi reduzido. A entidade organizadora adotou critérios de regionalização para a composição dos grupos. Os participantes desta edição foram:
| Grupo 1 - América Futebol Clube - Atlético Monte Azul - Catanduva Futebol Clube - Grêmio Novorizontino - José Bonifácio Esporte Clube - Mirassol Futebol Clube - Rio Preto Esporte Clube Grupo 2 - Associação Atlética Francana - Associação Atlética Internacional (Inter de Bebedouro) - Barretos Esporte Clube - Batatais Futebol Clube - Botafogo Futebol Clube - Comercial Futebol Clube - Sertãozinho Futebol Clube Grupo 3 - Associação Esportiva Velo Clube Rioclarense - Ferroviária S/A - Grêmio Desportivo Sãocarlense - Rio Claro Futebol Clube - São Carlos Futebol Clube - Sociedade Esportiva Matonense Grupo 4 - Bandeirante Esporte Clube - Clube Atlético Assisense - Clube Atlético Linense - Esporte Clube Noroeste - Osvaldo Cruz Futebol Clube - Tupã Futebol Clube - Vila Operária Clube Esporte Mariano Grupo 5 - Amparo Athlético Club - Associação Atlética Ponte Preta - Brasilis Futebol Clube - Clube Atlético Bragantino - Jaguariúna Futebol Clube - Red Bull Brasil - Sociedade Esportiva Itapirense | Grupo 6 - Esporte Clube Primavera - Esporte Clube XV de Novembro (XV de Piracicaba) - Guarani Futebol Clube - Independente Futebol Clube - Paulista Futebol Clube - Rio Branco Esporte Clube - União Agrícola Barbarense Futebol Clube Grupo 7 - Associação Atlética Flamengo [de Guarulhos] - Associação Desportiva Guarulhos - Clube Atlético Joseense - São José Esporte Clube - Sociedade Esportiva Palmeiras - União Suzano Atlético Clube - União Futebol Clube (União Mogi) Grupo 8 - Associação Desportiva São Caetano - Associação Portuguesa de Desportos - Clube Atlético Juventus - Esporte Clube Água Santa - Esporte Clube Santo André - Grêmio Osasco Audax - Sport Club Corinthians Paulista Grupo 9 - Associação Atlética Itararé - Clube Atlético Taboão da Serra - Desportivo Brasil - Ituano Futebol Clube - Nacional Atlético Clube - Oeste Futebol Clube - São Paulo Futebol Clube Grupo 10 - Associação Atlética Portuguesa (Portuguesa Santista) - Esporte Clube São Bernardo - Grêmio Esportivo Mauaense - Jabaquara Atlético Clube - Mauá Futebol Clube - Santos Futebol Clube - São Bernardo Futebol Clube |

O regulamento, por sua vez, dividiu as agremiações em dez grupos regionalizados — incialmente planejado com setenta participantes — enfrentando os adversários da própria chave em turno e returno. As fases seguintes continuaram com o sistema de pontos, com os participantes divididos em grupos com quatro integrantes cada. Em ambas, os dois mais bem colocados das chaves classificaram. Após a terceira fase, o sistema mudou para jogos eliminatórios de ida e volta. Os detentores das melhores campanhas gerais adquiriam a vantagem do mando de campo.

## Resumo
O campeonato iniciou em 6 de abril. Na fase inicial, os participantes foram divididos em dez grupos (nove com sete integrantes e um com seis), disputando confrontos de turno e returno. O término desta fase ocorreu em 6 de julho. As trinta e duas equipes classificadas foram divididas em oito grupos com quatro integrantes na segunda fase, que decorreu de 27 de julho a 31 de agosto. Os classificados foram: São Paulo e Red Bull Brasil (grupo 11), Audax e São Bernardo (grupo 12), Novorizontino e Ponte Preta (grupo 13), Primavera e Juventus (grupo 14), Palmeiras e Brasilis (grupo 15), Corinthians e Botafogo (grupo 16), Ituano e Mirassol (grupo 17) e, por fim, Santos e Guarani (grupo 18). A terceira fase foi iniciada uma semana depois do término da anterior — mais especificamente no dia 7 de setembro — mantendo-se o mesmo formato, mas com um número menor de grupos. Botafogo, Mirassol, Primavera e São Paulo compuseram o décimo nono grupo e apresentaram um equilíbrio durante a fase, com exceção da equipe de Ribeirão Preto, que não pontuou. Os demais integrantes terminaram com o mesmo número de pontos — onze. No entanto, São Paulo e Primavera prevaleceram nos critérios de desempates, o saldo de gols. O mesmo contexto aconteceu no grupo posterior; um empate entre três integrantes resultou nas classificações de Audax e Novorizontino. O Guarani, terceiro colocado, foi eliminado com os mesmos doze pontos dos líderes, mas com um saldo de gol inferior. Já o vigésimo primeiro grupo começou com as derrotas de Palmeiras e Santos. A Ponte Preta, por sua vez, foi a primeira equipe a garantir a classificação após um triunfo sobre o Palmeiras na quinta rodada. Este último, no entanto, recuperou-se do revés, venceu na última rodada e assumiu a liderança da chave. Em contrapartida, o último grupo da terceira fase apresentou uma classificação mais desequilibrada. Na quinta rodada, o Corinthians já se encontrava classificado, enquanto o Ituano precisava de um ponto para assegurar a segunda posição. O empate contra a Juventus na sexta rodada decretou a vaga para o clube de Itu.
Mais tarde, o campeonato deixou o sistema de pontos para o eliminatório. As primeiras partidas das quartas de final foram realizadas em 19 de outubro. Neste dia, Palmeiras e Primavera foram os dois únicos vitoriosos, superando Audax e Corinthians, respectivamente. Por outro lado, Novorizontino e Ituano empataram sem gols enquanto a igualdade entre São Paulo e Ponte Preta foi pelo placar de 1–1. O retorno aconteceu na semana seguinte. Novorizontino e São Paulo venceram seus confrontos e se classificaram. Já o Palmeiras voltou a vencer o seu adversário. Por fim, o Corinthians reverteu a desvantagem e eliminou o Primavera. As semifinais começaram no dia 2 de novembro. No interior do estado, o Palmeiras conseguiu um triunfo pelo placar de 2–1 contra o Novorizontino — Gabriel Silva foi o autor dos dois gols da vitória. O mesmo placar se repetiu na vitória do São Paulo sobre o Corinthians. Este último, contudo, reverteu a desvantagem e igualou o placar agregado. O São Paulo conseguiu a classificação nas penalidades. O Palmeiras, por sua vez, garantiu a vantagem conquistada e se classificou com um empate. A equipe obteve também uma campanha superior do que seu adversário e, consequentemente, adquiriu o direito de disputar o último jogo na condição de mandante.
O primeiro jogo da decisão foi realizado em 16 de novembro, no estádio do Morumbi. Na ocasião, o São Paulo obteve um triunfo pelo placar de 2–0. No entanto, o Palmeiras reagiu no jogo de volta. O mandante estava conquistando o título até os minutos finais, quando vencia a partida por 4–1. O São Paulo, por sua vez, o placar agregado com um gol de Luizão nos acréscimos. Com a igualdade, o título foi disputado nos pênaltis e o São Paulo saiu vitorioso. O campeonato, no entanto, acabou numa confusão generalizada entre jogadores e demais profissionais envolvidos. A transmissão da SPFCtv, inclusive, relatou que um adulto havia "partido para cima de um garoto".

## Resultados

### Primeira fase

#### Grupo 1
- Novorizontino e Rio Preto empataram no número de pontos. O posicionamento final foi determinado pelos critérios de desempate, o número de vitórias.

#### Grupo 4
- Tupã perdeu um ponto.

#### Grupo 7
- Joseense e União Mogi empataram no número de pontos. O posicionamento final foi determinado pelos critérios de desempate, o saldo de gols.

#### Grupo 10
- Jabaquara e Mauaense empataram no número de pontos. O posicionamento final foi determinado pelos critérios de desempate, o número de vitórias.
- Mauaense perdeu 1 ponto.

### Segunda fase

#### Grupo 11
- Flamengo e Ferroviária empataram no número de pontos. O posicionamento final foi determinado pelos critérios de desempate, o saldo de gols.

#### Grupo 13
- Novorizontino e Ponte Preta empataram no número de pontos. O posicionamento final foi determinado pelos critérios de desempate, o saldo de gols.

#### Grupo 14
- Francana e Juventus empataram no número de pontos. O posicionamento final foi determinado pelos critérios de desempate, o saldo de gols.

#### Grupo 17
- Mirassol, Nacional e Rio Claro empataram no número de pontos. O posicionamento final foi determinado pelos critérios de desempate, o saldo de gols.

#### Grupo 18
- Guarani e Osvaldo Cruz empataram no número de pontos. O posicionamento final foi determinado pelos critérios de desempate, o saldo de gols.

### Terceira fase

#### Grupo 19
- Mirassol, Primavera e São Paulo empataram no número de pontos. O posicionamento final foi determinado pelos critérios de desempate, o saldo de gols.

#### Grupo 20
- Audax, Guarani e Novorizontino empataram no número de pontos. O posicionamento final foi determinado pelos critérios de desempate, o saldo de gols.

#### Grupo 21
- Palmeiras e Ponte Preta empataram no número de pontos. O posicionamento final foi determinado pelos critérios de desempate, o saldo de gols.

### Fase final
|  | Quartas de final   | Quartas de final   | Quartas de final   | Quartas de final   |       |                 | Semifinais        | Semifinais        | Semifinais        | Semifinais        |  |                 | Final               | Final               | Final               | Final               |  |  |
|  | 19 e 26 de outubro | 19 e 26 de outubro | 19 e 26 de outubro | 19 e 26 de outubro |       |                 | 2 e 9 de novembro | 2 e 9 de novembro | 2 e 9 de novembro | 2 e 9 de novembro |  |                 | 16 e 20 de novembro | 16 e 20 de novembro | 16 e 20 de novembro | 16 e 20 de novembro |  |  |
|  |                    |                    |                    |                    |       |                 |                   |                   |                   |                   |  |                 |                     |                     |                     |                     |  |  |
|  | São Paulo          | 1                  | 1                  | 2                  |       |                 |                   |                   |                   |                   |  |                 |                     |                     |                     |                     |  |  |
|  | Ponte Preta        | 1                  | 0                  | 1                  |       |                 |                   |                   |                   |                   |  |                 |                     |                     |                     |                     |  |  |
|  | Ponte Preta        | 1                  | 0                  | 1                  |       | São Paulo (pen) | 2                 | 0                 | 2 (4)             |                   |  |                 |                     |                     |                     |                     |  |  |
|  |                    |                    |                    |                    |       | São Paulo (pen) | 2                 | 0                 | 2 (4)             |                   |  |                 |                     |                     |                     |                     |  |  |
|  |                    | Corinthians        | 1                  | 1                  | 2 (2) |                 |                   |                   |                   |                   |  |                 |                     |                     |                     |                     |  |  |
|  | Primavera          | Corinthians        | 1                  | 1                  | 2 (2) | 1               | 0                 | 1                 |                   |                   |  |                 |                     |                     |                     |                     |  |  |
|  | Primavera          |                    |                    |                    |       | 1               | 0                 | 1                 |                   |                   |  |                 |                     |                     |                     |                     |  |  |
|  | Corinthians        | 0                  | 5                  | 5                  |       |                 |                   |                   |                   |                   |  |                 |                     |                     |                     |                     |  |  |
|  | Corinthians        | 0                  | 5                  | 5                  |       |                 |                   |                   |                   |                   |  | São Paulo (pen) | 2                   | 2                   | 4 (7)               |                     |  |  |
|  |                    |                    |                    |                    |       |                 |                   |                   |                   |                   |  | São Paulo (pen) | 2                   | 2                   | 4 (7)               |                     |  |  |
|  |                    | Palmeiras          | 0                  | 4                  | 4 (6) |                 |                   |                   |                   |                   |  |                 |                     |                     |                     |                     |  |  |
|  | Novorizontino      | Palmeiras          | 0                  | 4                  | 4 (6) | 0               | 3                 | 3                 |                   |                   |  |                 |                     |                     |                     |                     |  |  |
|  | Novorizontino      |                    |                    |                    |       | 0               | 3                 | 3                 |                   |                   |  |                 |                     |                     |                     |                     |  |  |
|  | Ituano             | 0                  | 2                  | 2                  |       |                 |                   |                   |                   |                   |  |                 |                     |                     |                     |                     |  |  |
|  | Ituano             | 0                  | 2                  | 2                  |       | Novorizontino   | 1                 | 1                 | 2                 |                   |  |                 |                     |                     |                     |                     |  |  |
|  |                    |                    |                    |                    |       | Novorizontino   | 1                 | 1                 | 2                 |                   |  |                 |                     |                     |                     |                     |  |  |
|  |                    | Palmeiras          | 2                  | 1                  | 3     |                 |                   |                   |                   |                   |  |                 |                     |                     |                     |                     |  |  |
|  | Audax              | Palmeiras          | 2                  | 1                  | 3     | 1               | 1                 | 2                 |                   |                   |  |                 |                     |                     |                     |                     |  |  |
|  | Audax              |                    |                    |                    |       | 1               | 1                 | 2                 |                   |                   |  |                 |                     |                     |                     |                     |  |  |
|  | Palmeiras          | 2                  | 4                  | 6                  |       |                 |                   |                   |                   |                   |  |                 |                     |                     |                     |                     |  |  |

- Em itálico, os clubes que possuem o mando de jogo no confronto. Em negrito, os vencedores.
- Este chaveamento foi adaptado para uma melhor visualização.

### Final
| 16 de novembro | São Paulo                   | 2 – 0  | Palmeiras | Estádio do Morumbi, São Paulo           |
| 10:00          | Juan 61' · Kaiky 76' (g.c.) | Súmula |           | Árbitro: José Guilherme Almeida e Souza |

| São Paulo | Palmeiras |

| G            | 1  | Young             |       |      |
| LD           | 2  | Vinícius          | 67'   |      |
| Z            | 3  | Pablo             |       |      |
| Z            | 4  | Luizão            |       |      |
| LE           | 6  | Gabriel           | 80+2' |      |
| V            | 5  | Théo              |       |      |
| M            | 8  | Pagé              |       |      |
| M            | 10 | Pedrinho          |       | 74'  |
| A            | 7  | Marquinhos        |       |      |
| A            | 9  | Cauê              |       | INT' |
| A            | 11 | Cachoeira         |       | 77'  |
| Suplentes:   |    |                   |       |      |
| G            | 12 | Jian              |       |      |
| LD           | 13 | Flávio            |       | 77'  |
| Z            | 14 | Guilherme Matheus |       |      |
| LE           | 15 | Matheus Belém     |       |      |
| M            | 16 | Palmberg          |       |      |
| A            | 17 | João Adriano      |       | 74'  |
| A            | 18 | Juan              |       | INT' |
| Treinador:   |    |                   |       |      |
| Rafael Paiva |    |                   |       |      |

| G           | 1  | Bruno               |           |      |
| LD          | 2  | Diego Miticov       |           |      |
| Z           | 3  | Jonathan Alecxander |           |      |
| Z           | 4  | Vanderlan           | 14'       |      |
| LE          | 6  | Daniel Alves        | 71' 80+3' |      |
| V           | 5  | Kaiky               |           |      |
| M           | 7  | Marcelinho          |           |      |
| M           | 8  | Vitinho             |           |      |
| A           | 9  | Ruan Ribeiro        |           | 60'  |
| A           | 10 | Gabriel Silva       |           | INT' |
| A           | 11 | Daniel de Melo      |           | INT' |
| Suplentes:  |    |                     |           |      |
| G           | 14 | Mateus Oliveira     |           |      |
| Z           | 12 | Thiago Oliveira     |           | INT' |
| Z           | 13 | Michel Augusto      |           |      |
| Z           | 15 | Cris                |           |      |
| M           | 16 | Robson Matheus      |           | 60'  |
| M           | 17 | Lucas Eduardo       |           |      |
| A           | 18 | João Pedro          |           | INT' |
| Treinador:  |    |                     |           |      |
| Artur Itiro |    |                     |           |      |

| Árbitros assistentes Daniel Olivio Tschoke Raphael de Albuquerque Lima Quarto Árbitro Hemerson José Nicoli de Campos | Regras da partida - 80 minutos de tempo regulamentar - Disputa por pênaltis, se empate persistir - Máximo de 7 substituições |

| 20 de novembro | Palmeiras                                    | 4 – 2  | São Paulo                | Estádio do Pacaembu, São Paulo     |
| 11:30          | Gabriel Silva 18', 33', 76' · Marcelinho 67' | Súmula | Pablo 73' · Luizão 80+4' | Árbitro: Thiago Lourenço de Mattos |

|                                                                                          |       | Penalidades                                                             |  |
| Vitinho Marcelinho João Pedro Henri Gabriel Veron Diego Miticov Michel Augusto Vanderlan | 6 – 7 | João Adriano Talles Costa Marquinhos Flávio Juan Luizão Gabriel Patryck |  |

| Palmeiras | São Paulo |

| G           | 1  | Bruno               |        |      |
| LD          | 2  | García              | 76' -' | 58'  |
| Z           | 3  | Jonathan Alecxander |        |      |
| Z           | 4  | Henri               | 60'    |      |
| LE          | 6  | Renan               | 40' -' | INT' |
| V           | 5  | Kaiky               | 55'    | 58'  |
| V           | 11 | Vanderlan           | -'     |      |
| M           | 8  | Vitinho             |        |      |
| A           | 7  | Ruan Ribeiro        |        | INT' |
| A           | 9  | Gabriel Silva       | 76'    | 78'  |
| A           | 10 | Gabriel Veron       |        |      |
| Suplentes:  |    |                     |        |      |
| G           | 14 | Mateus Oliveira     |        |      |
| LD          | 15 | Diego Miticov       |        | 58'  |
| Z           | 12 | Thiago Oliveira     |        |      |
| Z           | 13 | Michel Augusto      |        | 78'  |
| V           | 16 | Fabinho             |        | 58'  |
| M           | 17 | Marcelinho          |        | INT' |
| A           | 18 | João Pedro          |        | INT' |
| Treinador:  |    |                     |        |      |
| Artur Itiro |    |                     |        |      |

| G            | 1  | Young             |     |      |
| LD           | 2  | Flávio            |     |      |
| Z            | 3  | Pablo             |     |      |
| Z            | 4  | Luizão            |     |      |
| LE           | 6  | Gabriel           | -'  |      |
| V            | 5  | Théo              | 47' | 72'  |
| M            | 8  | Pagé              |     | INT' |
| M            | 10 | Pedrinho          |     | INT' |
| A            | 7  | Marquinhos        |     |      |
| A            | 9  | Cauê              |     | INT' |
| A            | 11 | Cachoeira         |     | 68'  |
| Suplentes:   |    |                   |     |      |
| G            | 12 | Jian              |     |      |
| LE           | 13 | Patryck           |     | INT' |
| Z            | 14 | Guilherme Matheus |     | 72'  |
| V            | 15 | Léo               |     |      |
| M            | 16 | Talles Costa      |     | INT' |
| A            | 17 | João Adriano      | -'  | 68'  |
| A            | 18 | Juan              |     | INT' |
| Treinador:   |    |                   |     |      |
| Rafael Paiva |    |                   |     |      |

| Árbitros assistentes Bruno Bonani Munhoz Claudemir de Araujo Silva Quarto Árbitro João Batista do Nascimento Avelino | Regras da partida - 80 minutos de tempo regulamentar - Disputa por pênaltis, se empate persistir - Máximo de 7 substituições |